# فهد الکبیسی
فهد الکبیسی (زادهٔ ۱۲ آوریل ۱۹۸۱) خواننده، تهیه‌کننده موسیقی و مدل اهل قطر است. صدای او نوعی باریتون «لطیف» توصیف شده‌است. او از خوانندگان موفق کشورهای عربی خلیج فارس و مغرب عربی است. او همچنین به خاطر تولید یک ژانر پیچیده در موسیقی عربی خلیج فارس شناخته می‌شود.

## ترانه‌شناسی

### آلبوم‌ها
| نام آلبوم  | سال  | ژانر                               |
| ---------- | ---- | ---------------------------------- |
| جمال الروح | ۲۰۰۱ | موسیقی اسلامی                      |
| إلی روحی   | ۲۰۰۵ | موسیقی اسلامی و خاورمیانه          |
| لیش        | ۲۰۰۶ | موسیقی عربی خلیج فارس و موسیقی پاپ |
| أسئلة      | ۲۰۰۸ | موسیقی عربی خلیج فارس              |
| صح النوم   | ۲۰۱۰ | موسیقی عربی خلیج فارس              |
| تجی نعشق   | ۲۰۱۲ | موسیقی عربی خلیج فارس              |
| مزاجی      | ۲۰۱۴ | موسیقی عربی خلیج فارس و پاپ عربی   |
| انت عشق    | ۲۰۱۷ | موسیقی عربی خلیج فارس و موسیقی ملل |

### موسیقی متن
- ۲۰۱۱: طلای سیاه